# Hipoplàsia
La hipoplàsia és el desenvolupament deficient d'un òrgan o teixit per la disminució del nombre de les seves cèl·lules constitutives, no per la disminució de la mida d'aquestes (hipotròfia).